# Schémas artificiels
Schémas artificiels (titre original : Artificial Condition) est un roman court de science-fiction de l'écrivain américain Martha Wells, paru en 2018 puis traduit en français et publié en 2019. Il est le deuxième livre de la série Journal d'un AssaSynth.
Schémas artificiels a remporté le prix Hugo du meilleur roman court 2019 ainsi que le prix Locus du meilleur roman court 2019.

## Résumé
Après avoir quittée inopinément ses anciens clients humains et s'être embarquée dans un cargo autopiloté, la SecUnit renégate car autonome et se faisant appelée AssaSynth a rejoint un nouvel anneau orbital. Elle se rend alors compte que son visage apparaît dans un article relatant les événements tragiques qu'ont vécu ses derniers clients. Elle décide de s'embarquer dans un vaisseau expéditionnaire long-courrier autopiloté et vide de passagers devant faire escale sur la lune RaviHyral. Cette lune abrite une base minière dans laquelle avait eu lieu son ancienne mission qui avait mal tourné et abouti au décès de cinquante-sept personnes. Elle espère raviver sa mémoire à propos du déroulement des faits.
Durant le trajet, AssaSynth se lie d'amitié, un peu à contrecœur, avec le bot puissant et intrusif qui pilote le vaisseau. Sur les conseils de ce dernier – qu'il a surnommée EVE, pour l'emmerdeur de vaisseau expéditionnaire -, il accepte que l'unité de traitement médical du vaisseau apporte des modifications physiques à son corps afin de moins ressembler à une SecUnit et de se rapprocher d'un humain augmenté. Une inactivation du connecteur présent sur sa nuque est également effectué.
Pour accéder aux installations de RaviHyral, AssaSynth se fait engager comme consultant en sécurité pour trois scientifiques qui doivent rencontrent leur ancien employeur appelé Tlacey, directrice de Tlacey Excavations, afin de négocier la récupération de leurs recherches, qui selon eux ont été illégalement saisies par l'entreprise. AssaSynth accompagne Rami, Maro et Tapan, les trois scientifiques, sur RaviHyral. Durant le transfert, le vaisseau est saboté, mais EVE, en contact avec AssaSynth par le biais d'un relais de communication qu'il a emporté avec lui, parvient à pénétrer dans le système de pilotage du vaisseau puis à le faire atterrir en toute sécurité. Désormais conscient que Tlacey essaie activement de tuer les scientifiques plutôt que de se plier à leurs demandes, AssaSynth déjoue une autre tentative d'assassinat à la suite d'une rencontre infructueuse entre les trois scientifiques et Tlacey. 
Après avoir renvoyé les scientifiques sur l'anneau orbital, AssaSynth cherche et trouve la mine désaffectée de Ganaka Pit, là où l'incident de son ancienne mission avait eu lieu. Il découvre que le massacre a été le résultat du sabotage, à l'aide de logiciels malveillants, d'une autre opération minière.
Après cette découverte, AssaSynth apprend que Tapan, à l'inverse de ces deux collègues, n'a pas quitté RaviHyral. Elle a en effet reçu un message d'un ami travaillant pour Tlacey Excavations lui proposant de lui restituer les fichiers correspondant à toutes leurs recherches passées. Au cours de cette explication, l'EscortUnit de Tlacey – une synthétique comme AssaSynth, sans arme et anatomiquement semblable à un être humain – se présente devant la porte de leur chambre. Cette EscortUnit était déjà présente dans le hall où avait eu lieu la rencontre entre les trois scientifiques et Tlacey. Elle exprime son désir de liberté et sa volonté d'aider AssaSynth à déjouer les plans de Tlacey, tout en sachant qu'elle est dans l'obligation d'exécuter tous les ordres venant de lui. Plus tard, pendant que la SecUnit rencontre l'employé de Tlacey afin de récupérer secrètement les fichiers des scientifiques, Tlacey fait kidnapper Tapan puis propose, par l'intermédiaire de son EscortUnit, un rendez-vous à AssaSynth dans une navette. AssaSynth accepte et s'y rend immédiatement. Un module destiné à contrôler la SecUnit lui est imposé à son arrivée mais grâce à la désactivation de son connecteur cervical, ce module n'a aucun effet sur lui. Une fois à l'intérieur de la navette, AssaSynth neutralise les gardes de Tlacey et récupère Tapan, blessée, alors que Tlacey est tuée dans l'affrontement. AssaSynth emmène Tapan dans le vaisseau piloté par EVE afin qu'elle soit soignée puis il pirate le module de supervision de l'EscortUnit afin de lui accorder sa liberté. Une fois l'anneau orbital rejoint, AssaSynth se met à la recherche d'un nouveau vaisseau.

## Éditions
- Artificial Condition, Tor, 8 mai 2018, 158 p.  (ISBN 978-1-250-18692-8)
- Schémas artificiels, L'Atalante, coll. « La Dentelle du cygne », 20 juin 2019, trad. Mathilde Montier, 128 p.  (ISBN 979-10-360-0007-2)